# 1ª Divisão 2006-2007
Il campionato di 1ª Divisão 2006-2007 è stato il diciassettesimo Campeonato Nacional de Futsal del Portogallo, svoltosi nella stagione 2006/2007 con la partecipazione di 14 squadre nella prima divisione nazionale e la conferma dei playoff per designare il campione nazionale, ha visto prevalere il Benfica.

## Stagione regolare
| Pos | Squadra          | Pti | G  | V  | N | P  | GF  | GS  |
| --- | ---------------- | --- | -- | -- | - | -- | --- | --- |
| 1   | Benfica          | 68  | 26 | 22 | 2 | 2  | 157 | 62  |
| 2   | Jorge Antunes    | 62  | 26 | 19 | 5 | 2  | 116 | 55  |
| 3   | Sporting Lisbona | 60  | 26 | 19 | 3 | 4  | 109 | 53  |
| 4   | Freixieiro       | 59  | 26 | 18 | 5 | 3  | 126 | 68  |
| 5   | Sporting Pombal  | 48  | 26 | 13 | 9 | 4  | 90  | 86  |
| 6   | Olivais          | 33  | 26 | 10 | 3 | 13 | 90  | 90  |
| 7   | Alpendorada      | 32  | 26 | 9  | 5 | 12 | 86  | 92  |
| 8   | Belenenses       | 32  | 26 | 9  | 5 | 12 | 69  | 86  |
| 9   | Boavista         | 31  | 26 | 9  | 4 | 13 | 78  | 100 |
| 10  | Fundão           | 25  | 26 | 7  | 4 | 15 | 75  | 90  |
| 11  | Modicus          | 21  | 26 | 7  | 0 | 19 | 72  | 107 |
| 12  | Braga            | 20  | 26 | 5  | 5 | 16 | 54  | 114 |
| 13  | Odivelas         | 17  | 26 | 3  | 8 | 15 | 58  | 123 |
| 14  | Junqueira        | 6   | 26 | 0  | 6 | 20 | 74  | 128 |

## Playoff

### Quarti di finale
| Squadre                      | Gara1     | Gara2 | Gara3 |
| ---------------------------- | --------- | ----- | ----- |
| Alpendorada - Jorge Antunes  | 2-3 (DTS) | 0-1   |       |
| Olivais - Sporting Lisbona   | 2-4       | 3-5   |       |
| Sporting Pombal - Freixieiro | 3-3       | 3-7   | 1-6   |
| Belenenses - Benfica         | 1-4       | 4-9   |       |

### Semifinali
| Squadre                          | Gara1 | Gara2     | Gara3 |
| -------------------------------- | ----- | --------- | ----- |
| Freixieiro - Benfica             | 3-5   | 2-3 (DCR) |       |
| Sporting Lisbona - Jorge Antunes | 1-5   | 4-2 (DCR) | 3-1   |

### Finale
| Squadre                    | Gara1 | Gara2 | Gara3 |
| -------------------------- | ----- | ----- | ----- |
| Sporting Lisbona - Benfica | 1-4   | 2-1   | 0-1   |